# Wspólnota administracyjna Rositz
Wspólnota administracyjna Rositz (niem. Verwaltungsgemeinschaft Rositz) – wspólnota administracyjna w Niemczech, w kraju związkowym Turyngia, w powiecie Altenburger Land. Siedziba wspólnoty znajduje się w miejscowości Rositz.
Wspólnota administracyjna zrzesza osiem gmin wiejskich: 
1. Göhren
2. Göllnitz
3. Kriebitzsch
4. Lödla
5. Mehna
6. Monstab
7. Rositz
8. Starkenberg

1 stycznia 2019 do wspólnoty przyłączono cztery gminy, pochodzące z dzień wcześniej rozwiązanej wspólnoty administracyjnej Altenburger Land: Göhren, Göllnitz, Mehna oraz Starkenberg.